# DAF F218

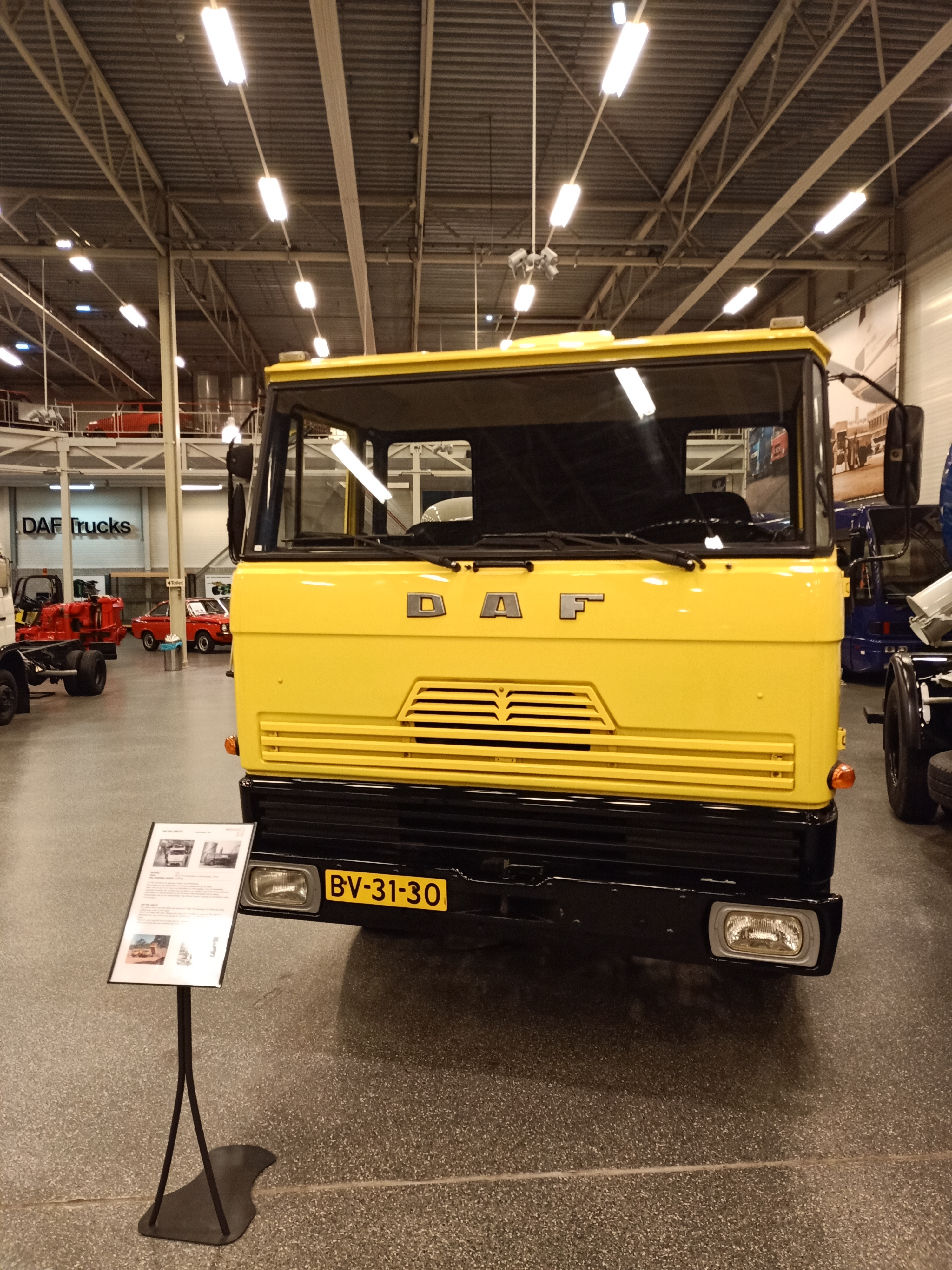
DAF 1600DT

De DAF F218 en DAF F198 zijn de interne benamingen voor een serie vrachtauto's met modulaire cabine die vanaf 1969 werd geproduceerd door de Nederlandse fabrikant DAF.
In 1969 verscheen dit type met een geklonken chassis en de eerste kantelcabine. Hierdoor was de motor voor onderhoud goed bereikbaar geworden. Nieuw was de DT 615 motor met drukvulling en vuldrukregelaar. Hierdoor werd de hoeveelheid ingespoten brandstof aangepast aan de vuldruk in de cilinders om rookvorming te voorkomen.
De vrachtwagens werden geproduceerd in verschillende uitvoeringen, die aangeboden werden als de DAF 1600, DAF 2000 en DAF 2200.
Een versie met een iets smallere cabine, de F198, verscheen in 1972 en was verkrijgbaar als DAF 1200 en DAF 1400.